# بوجبهة البرج
بوجبهة البرج بلدية جزائرية في ولاية سيدي بلعباس شمال غرب الجزائر.